# Veronica chinoalpina
Veronica chinoalpina är en grobladsväxtart som beskrevs av Takasi Takashi Yamazaki. Veronica chinoalpina ingår i släktet veronikor, och familjen grobladsväxter. Inga underarter finns listade i Catalogue of Life.